# Problema normatiu
Un problema normatiu o jurídic consisteix en la pregunta sobre l'estatus deòntic d'una conducta determinada, és a dir, si aquesta és obligatòria, permesa o prohibida.